# 자유북한방송
자유북한방송(自由北韓放送)은 조선민주주의인민공화국을 탈출한 탈북자들이 모여서 만든 대북 단파방송이다. 주 목적은 조선민주주의인민공화국의 주민들에게 자본주의 사상을 전파하는 등 조선민주주의인민공화국의 자본주의화를 위해 방송하고 있는 중이다. 자유북한방송은 2005년 12월 8일 단파방송을 시작하였다.

## 연혁
- 2003년 10월~12월 홈페이지 구축
- 2004년 2월 16일 1차 시험방송
- 2004년 4월 15일 2차 시험방송
- 2004년 4월 20일 본방송 개시
- 2005년 12월 8일 단파방송 시작
- 2007년 5월 2일 1차 방송시간 확대
- 2007년 12월 3일 2차 방송시간 확대
- 2008년 12월 4일에 자유북한방송은 2500유로(≈467만원)의 상금이 있는 국경없는 기자회의 2008년 미디어상을 수여받았다.[1][2]

## 주파수
| 한국 표준시 | 단파 주파수 |
| ----------- | ----------- |
| 04:00~06:00 | 7530 kHz    |
| 20:00~21:00 | 12155 kHz   |
| 22:00~00:00 | 7600 kHz    |

## 주소
서울특별시 양천구 신정 7동 210-16 신성빌딩 502호 자유북한방송 (서울 양천우체국 사서함 92호 자유북한방송)

## 조선민주주의인민공화국의 비난
조선민주주의인민공화국은 자유북한방송을 폭파해야 한다고 주장했다. 김정일의 지령에 따르면, "방송장난을 치는 조국을 배신한 자는 우리(조선민주주의인민공화국)가 말입에 오르지 말고 제3자가 해야 한다"라고 하였다. 또한 한민전이라는 조선민주주의인민공화국의 대남선전 단체는 "민족과 역사의 이름으로 철저히 매장시켜 버릴 것"이라고 비난하였다.
}}

## 같이 보기
- 자유북한운동연합
- 박상학
- 수잰 숄티